# Florida (Chile)
Florida – miasto w Chile, w regionie Biobío, w prowincji Concepción. Powierzchnia: 609 km². Według danych z 2002 liczy 10 167 mieszkańców. Miasto założone zostało w 1755 roku.